# Strategikon
Strategikon (gr. Στρατηγικόν) - pochodząca z ok. 600 roku praca teoretyczna poświęcona strategii, której autorstwo przypisuje się cesarzowi bizantyjskiemu Maurycjuszowi.

## Treść
Autor duże znaczenie dla prowadzenia sztuki wojennej przypisuje czynnikowi etnologicznemu i geograficznemu oraz prawidłowemu rozpoznaniu przeciwnika i roli dowódcy. Celem rozpoznania należy wysyłać szpiegów i zwiadowców, tak by właściwie odnaleźć słabe i mocne strony wroga.
Ważną umiejętnością ma być również zachowanie porządku we własnych szeregach, stopniowe wyniszczanie przeciwnika oraz proponowanie pokoju lub stwarzanie szansy na ucieczkę wroga, jeżeli walka z nim miałaby przynieść zbyt wielkie straty.
Przywódca armii powinien mieć bliski kontakt ze swymi żołnierzami, ale nie może zapominać o organizowaniu im regularnych ćwiczeń. Plany wojenne wymagają długich rozważań, ale szybkiej realizacji. Niejednokrotnie podstęp i nękanie przeciwnika okazują się skuteczniejsze od otwartej bitwy.
Osobny rozdział autor poświęcił opisowi innych ludów - Persów, Scytów, Franków i Słowian. W przypadku tych ostatnich, poza opisem ich zwyczajów wojennych, dokonał ich charakterystyki także na innych płaszczyznach. Określił ich jako ceniących niezależność, raczej unikających otwartych bitew i skutecznie stosujących zasadzki i wytrzymałych.

## Cytaty
- Tak jak nie można przebyć morza bez sternika, tak nie można zwyciężyć wroga bez taktyki i strategii
- Zwyciężajcie, lecz nie starajcie się popychać swego zwycięstwa aż do skrajności
- Dowódca, który pragnie pokoju, musi być gotowy do walki; nasza gotowość odstraszy barbarzyńców